# SSX1
SSX1 (англ. SSX family member 1) – білок, який кодується однойменним геном, розташованим у людей на X-хромосомі. Довжина поліпептидного ланцюга білка становить 188 амінокислот, а молекулярна маса — 21 931.
| 10         |  | 20         |  | 30         |  | 40         |  | 50         |
| ---------- |  | ---------- |  | ---------- |  | ---------- |  | ---------- |
| MNGDDTFAKR |  | PRDDAKASEK |  | RSKAFDDIAT |  | YFSKKEWKKM |  | KYSEKISYVY |
| MKRNYKAMTK |  | LGFKVTLPPF |  | MCNKQATDFQ |  | GNDFDNDHNR |  | RIQVEHPQMT |
| FGRLHRIIPK |  | IMPKKPAEDE |  | NDSKGVSEAS |  | GPQNDGKQLH |  | PPGKANISEK |
| INKRSGPKRG |  | KHAWTHRLRE |  | RKQLVIYEEI |  | SDPEEDDE   |  |            |

A: Аланін

C: Цистеїн

D: Аспарагінова кислота

E: Глутамінова кислота

F: Фенілаланін

G: Гліцин

H: Гістидин

I: Ізолейцин

K: Лізин

L: Лейцин

M: Метіонін

N: Аспарагін

P: Пролін

Q: Глутамін

R: Аргінін

S: Серин

T: Треонін

V: Валін

W: Триптофан

Кодований геном білок за функцією належить до фосфопротеїнів. 
Задіяний у таких біологічних процесах, як транскрипція, регуляція транскрипції. 